# A Cabeça do Santo
A Cabeça do Santo é um romance da escritora brasileira Socorro Acioli publicado em 2014.
A autora conta que o livro surgiu em uma oficina de escrita feita por Gabriel Garcia Márquez (a última feita pelo Nobel de Literatura em 2006) e então ela o apresentou a história "A Cabeça do Santo".

## Enredo
A Cabeça do Santo conta a história de Samuel que viaja até a cidade de Candeias pedido de sua mãe no leito de morte, para que o jovem encontre sua avó. Ao chegar na cidade, um temporal atinge o local e o único lugar em que o jovem encontra para se abrigar é em uma enorme cabeça abandonada em um canto isolado, que seria uma estátua de Santo Antônio.
Vivendo na cabeça da estátua, Samuel passa a escutar vozes, rezas e sussuros femininos. Ele percebe que são orações de moças jovens ao santo casamenteiro e que ele pode ouvi-las através da cabeça do santo.
Vendo vantagem nisso, conhece Francisco e juntos começam a promover encontros de apaixonados que pedem nas orações que ele pode ouvir.